# Sotonicha
Sotonicha (ros. Сотониха) – wieś w Rosji, w rejonie charowskim obwodu wołogodzkiego. W 2002 r. liczyła 3 mieszkańców, a w 2010 r. była niezamieszkana.